# Дзекіль червоноголовий
Дзе́кіль червоноголовий (Gecinulus viridis) — вид дятлоподібних птахів родини дятлових (Picidae). Мешкає в Південно-Східній Азії.

## Опис
Довжина птаха становить 25-26 см. У самців номінативного підвиду верхня частина тіла, включно з покривними перами крил рівномірно тьмяно-жовтувато-зелені з помітним бронзовим відтінком, пера на надхвісті і верхні покривні пера хвоста мають темно-червоні кінчики. Махові пера темно-коричневі з вузькими зеленуватими краями на зовнішніх опахалах, поцятковані нечіткими світлими смугами. Хвіст широкий, стернові пера чорнувато-бурі, поцятковані зеленуватими смугами. Нижня частина тіла рівномірно темно-оливково-коричневі, нижня частина живота дещо світліша. Нижня сторона крил бурувата, легко поцяткована світлими смужками, нижні покривні пера крил пістряві, сіро-білуваті. Нижні покривні пера хвоста коричневі з тьмяно-жовтуватим відтінком.
Тім'я і невеликий чуб на ньому червоні, решта голови коричнювато-охриста з жовтуватим відтінком, потилиця і шия з боків більш золотисто-зелені, підборіддя більш коричневе. Дзьоб короткий, долотоподібний, широкий біля основи, ніздрі оперені. Він має блідо-жовтувате або білувате забарвлення, біля основи більш темний, сірий або зеленуватий. Райдужки темно-червоні або червонувато-карі. Лапи оливково-зелені.
У самиць червона пляма на голові відсутня, тім'я у них повністю тьмяно-жовтувато-зелене, чуб і потилиця більш жовтувато-охристі.

## Підвиди
Виділяють два підвиди:
- G. v. viridis Blyth, 1862 — центральна і східна М'янма, Таїланд. північний Лаос;
- G. v. robinsoni Kloss, 1918 — Малайський півострів.

## Поширення і екологія
Червоноголові дзекілі мешкають в М'янмі, Таїланді, Лаосі і Малайзії. Вони живуть у вологих тропічних лісах та в бамбукових заростях. Зустрічаються поодинці або парами, на півночі ареалу переважно в низовинах, на півдні ареалу на висоті від 600 до 1400 м над рівнем моря. Живляться мурахами, личинками жуків та інших комах, яких вони шукають серед бамбуків. Гніздяться в дуплах довжиною до 25 см, які вони роблять в стеблах бамбуків. 